# روزفلت سكريت
روزفلت سكريت (من مواليد 8 يونيو 1972) هو سياسي دومينيكي شغل منصب رئيس وزراء دومينيكا منذ عام 2004 حتى الآن وكان أيضًا عضوًا في البرلمان لدائرة قضية فييل منذ عام 2000. على المستوى الإقليمي، شغل منصب رئيس منظمة دول شرق البحر الكاريبي (OECS) ومؤخرًا كرئيس للجماعة الكاريبية (CARICOM) في عام 2010. 

## رئيس الوزراء
أصبح روزفلت سكريت، المعروف أيضًا باسم «روزي» رئيسًا للوزراء بعد وفاة بيير تشارلز في يناير 2004. في وقت وفاة بيير تشارلز، كان سكريت عضوًا في البرلمان عن دائرة قضية فييل، وهو المنصب الذي كان يشغله منذ انتخابه في فبراير 2000. بالإضافة إلى أنه رئيس الوزراء، شغل أيضًا منصب وزير المالية ووزير التعليم والرياضة وشؤون الشباب ووزير الخارجية وهو الزعيم السياسي لحزب العمل الدومينيكي. 
عند توليه منصبه، أصبح سكريت أصغر رئيس حكومة في العالم، متجاوزًا جوزيف كابيلا من جمهورية الكونغو الديمقراطية . مع فوز حزبه في انتخابات مايو 2005، أصبح سكريت أول زعيم وطني منتخب ديموقراطيًا في السبعينيات. اعتبارًا من ديسمبر 2010، بقي سكريت أصغر رئيس حكومة في نصف الكرة الغربي وثالث أصغرهم سناً في العالم، ولم يتفوق عليه سوى أندري راجولينا من مدغشقر ومنتخب الجبل الأسود إيغور لوكشيتش. 

## جدال
ة في عام 2015، تم القبض على الملياردير الصيني نغ لاب سينج من قبل مكتب التحقيقات الفيدرالي. كان هذا بسبب التحقيق المستمر في الرشوة للأمم المتحدة. تم تصوير سكريت مع نغ قبل فترة قصيرة من الاعتقال. ذكرت صحيفة وول ستريت جورنال أن نغ قد أخبر شركاءه أنه ساعد في إقناع دومينيكا لتحويل الاعتراف الدبلوماسي إلى الصين من تايوان. إجراء حزب المعارضة تحقيق مع سكيريت في هذا الشأن. أبلغهم سكريت أن FBI لم يكن مهتمًا به.
ادعى تحقيق أجرته قناة الجزيرة عام 2019 أن سكيريت كان يتلقى الأموال مقابل جوازات السفر الدبلوماسية والسفارات.